# Sam Zemurray

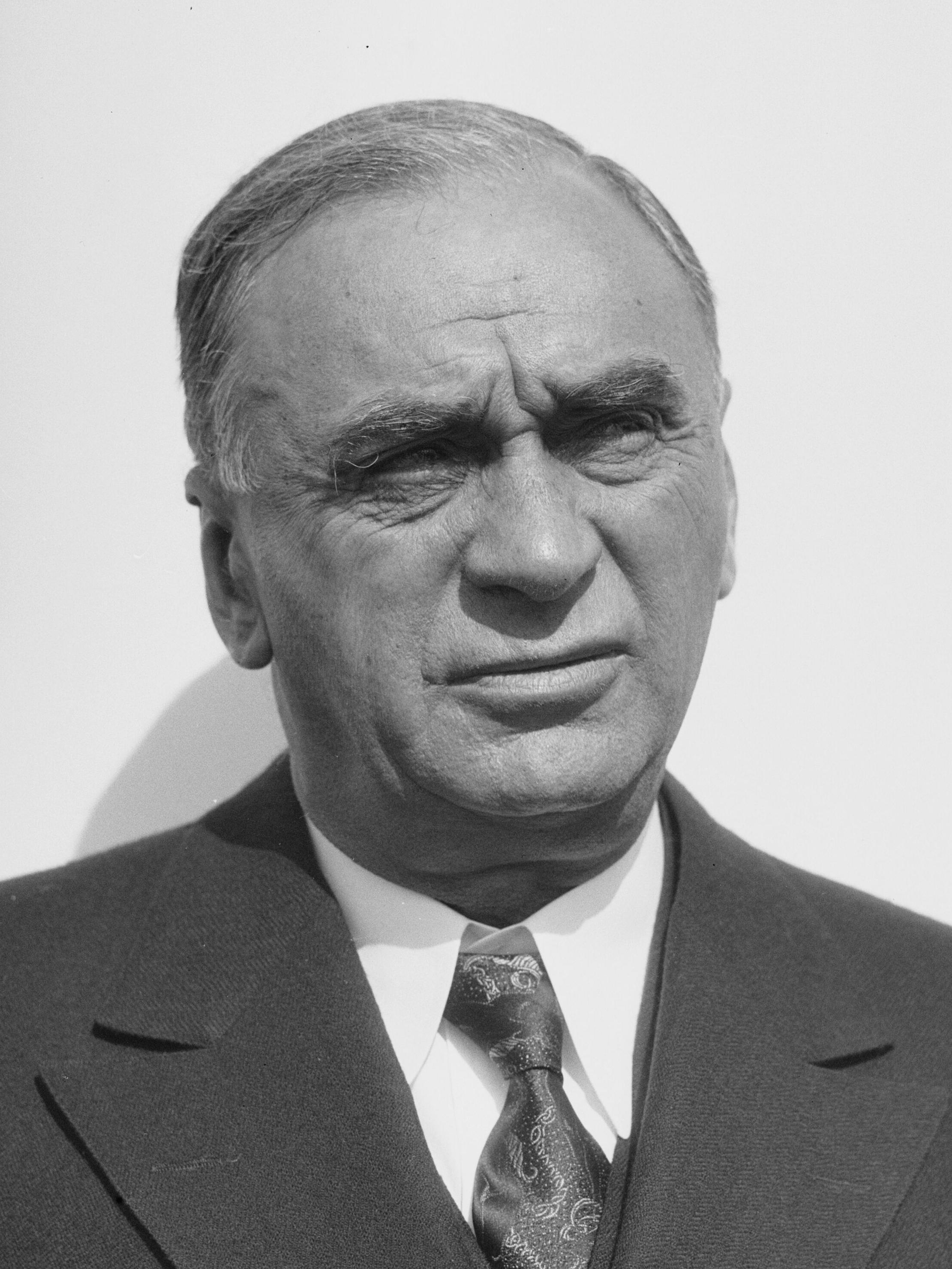
Sam Zemurray (1934)

Samuel Zemurray (* 18. Januar 1877 in Chișinău, Russisches Kaiserreich, als Schmuel Zmurri; † 30. November 1961 in New Orleans) war ein US-amerikanischer Unternehmer im Bananenhandel. Er gründete die Cuyamel Fruit Company und war ab 1933 Direktor der United Fruit Company, die unter seiner Führung eine wichtige und kontroverse Rolle in der Geschichte Honduras’, Guatemalas und anderer mittelamerikanischer Staaten spielte.

## Leben
Zemurrays ursprünglicher Name war Schmuel Zmurri. Seine arme jüdische Familie wanderte 1891 in die USA aus. Zemurray hatte keine formelle Ausbildung. Ab 1895 beteiligte er sich am Bananenhandel in Mobile, Alabama. Sein früher Reichtum basierte vor allem auf einem sehr erfolgreichen Unternehmen in New Orleans, wo er auf den Transportschiffen gereifte Bananen gekauft und sie vor Ort sofort weiterverkauft hatte, womit er in das bisher unerschlossene Marktsegment der reifen bis überreifen Bananen eindrang. Sein Erfolg brachte ihm den Spitznamen „Sam Banana Man“ ein. Mit 21 Jahren besaß er ein Vermögen von einer Million US-Dollar. 1905 kauften er und sein Partner Ashbel Hubbard eine bankrotte Dampfschifffahrtslinie, an der sich die United Fruit Company (UFCO) mit 60 % des Kapitals beteiligte. Zemurray ging nach Honduras und kaufte Bananen entlang des Río Cuyamel. Trotz ihrer hohen Schulden entwickelten sie ein profitables Geschäft. Die UFCO verkaufte ihre Anteile 1907; 1910 wurde Zemurray Präsident der Cuyamel Fruit Company. 1910 kaufte er 5000 Hektar Land entlang des Río Cuyamel und verschuldete sich dafür hoch. Zemurray heiratete Sarah Weinberger im Mai 1908.
Die Regierungen von Nicaragua und von Honduras verhandelten mit dem US-Außenminister Philander C. Knox und dem Bankier J. P. Morgan über eine Ablösung ihrer Schulden bei britischen und französischen Banken. Mit der Regierung von Nicaragua war vereinbart worden, dass die Zollverwaltung unter US-Regime gestellt wurde, um die Schulden einzutreiben. Zemurray wollte den Zoll mit dem Präsidenten von Honduras Miguel R. Dávila persönlich aushandeln. Knox warnte ihn, dass er dies unterlassen solle, und ließ ihn vom Office of Naval Intelligence überwachen. Zemurray kehrte nach New Orleans zurück, wo er den durch die Schlacht bei Nacaome gestürzten honduranischen Präsidenten Manuel Bonilla traf. Zemurray brachte Bonilla mit einer Söldnertruppe nach Honduras zurück, im März 1911 besetzten Bonilla und seine Söldner die Islas de la Bahia vor der Ostküste von Honduras und am 28. März 1911 floh Miguel R. Dávila. Manuel Bonilla stellte Zemurray Landkonzessionen und niedrige Steuern sicher. 1916 hatte Zemurray seine Schulden beglichen.
Wegen des heftigen Wettbewerbes mit der UFCO kaufte sich Zemurray in anderen Teilen Zentralamerikas ein. 1922 kaufte er die Bluefields Fruit & Steamship Company in Nicaragua von seinem Schwiegervater Jake Weinberger in New Orleans. 1930 verkaufte Zemurray die Cuyamel Fruit Company an die UFCO in Boston für 31,5 Millionen Dollar in Aktien. In der Weltwirtschaftskrise fiel der Aktienkurs der UFCO um 90 % gegenüber seinem Verkaufswert. 1933 überzeugte Zemurray die Mehrheit der Anteilseigner, ihn zum Direktor der United Fruit Company zu machen. Er reorganisierte das Unternehmen, dezentralisierte die Entscheidungsfindung, und das Unternehmen wurde wieder profitabel. 1951 beauftragte Zemurray Edward Bernays eine Werbekampagne gegen Jacobo Arbenz Guzmán durchzuführen. 1951 zog er sich als Präsident der UFCO zurück.

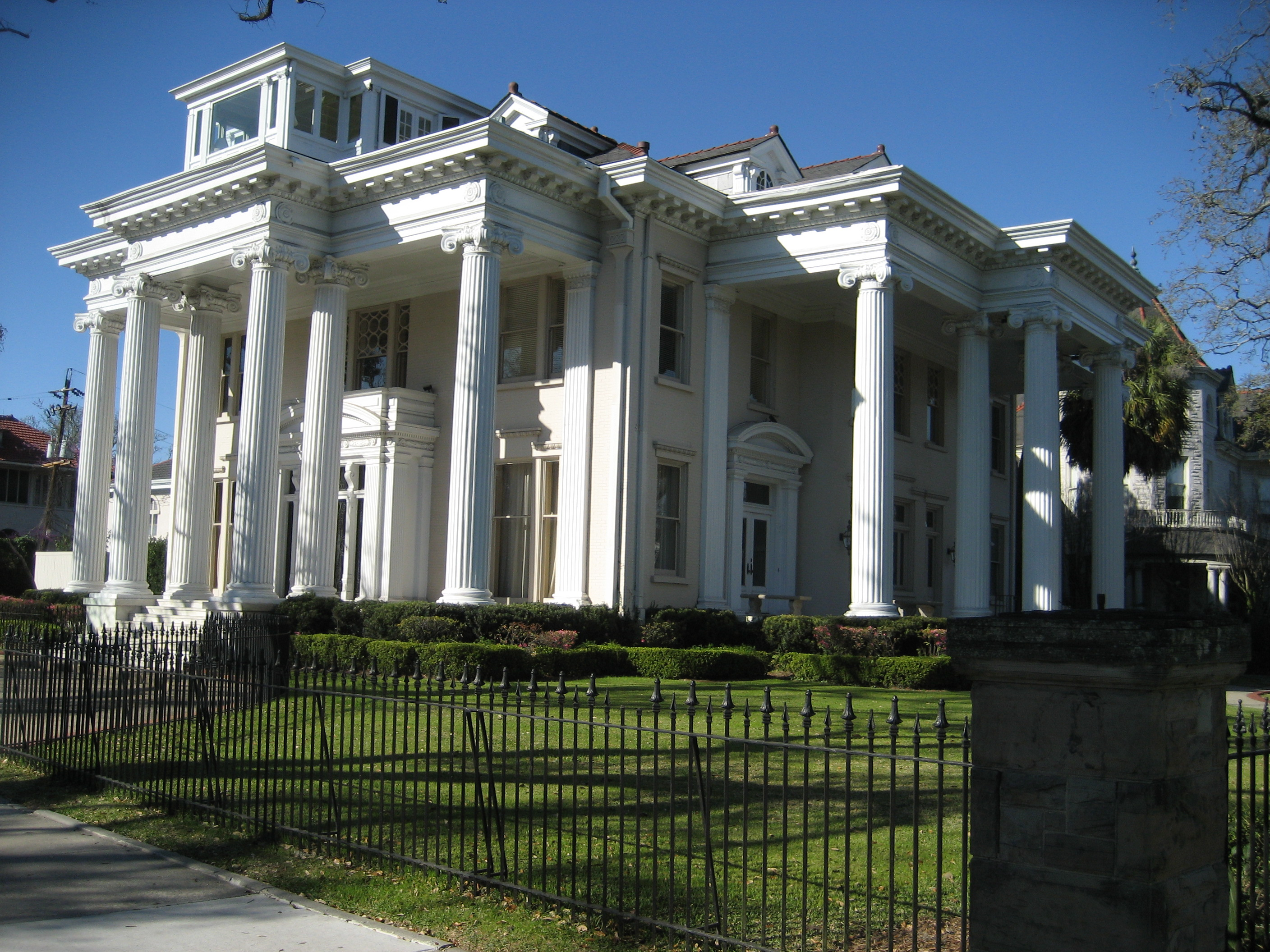
Zemurray Haus in der St. Charles Avenue in New Orleans, der heutige Amtssitz des Präsidenten der Tulane University

Zemurray und seine Familie machten der Tulane University, der Escuela Agrícola Panamericana El Zamorano und der zionistischen Bewegung großzügige Spenden. Ab den 1920ern kannte er Chaim Weizmann persönlich. Zemurray unterstützte überdies Präsident Franklin D. Roosevelts New Deal.

## Sonstiges
Der Einfluss von Zemurray und Bernays auf die Geschichte Guatemalas Mitte des 20. Jahrhunderts wird in dem 2020 auf Deutsch erschienenen historischen Roman Harte Jahre von Mario Vargas Llosa dargestellt.